# Atentatele din Copenhaga din 2015
Atentatele din Copenhaga din 2015 sunt două atacuri teroriste islamiste petrecute în capitala Danemarcei, la 14 și 15 februarie 2015.

## Context
Pe 14–15 februarie 2015, două atentate teroriste au avut loc în două locații: un centru cultural din Copenhaga, Danemarca unde se discuta despre libertatea de exprimare, și un al doilea la Marea Sinagogă din Krystalgade, unde a fost ucis un paznic voluntar din comunitatea evreiască. Bilanțul final arată că două victime plus suspectul au murit, iar cinci polițiști au fost răniți în urma atentatului.
Suspectul a fost identificat ca fiind Omar Abdel Hamid El-Hussein, născut în Danemarca, cu părinți palestinieni. Serviciile secrete daneze îl aveau în vizor pe Hamid de câțiva ani. 
El-Hussein a crescut în Mjølnerparken și în Nørrebro. Când acesta era în școala primară, părinții acestuia au divorțat iar el a rămas în grija mamei. La vârsta de 12 ani acesta a fost trimis în Iordania unde a stat 3 ani. S-a înscris la una dintre cele mai bune facultăți în Hvidovre devenind astfel membru al grupării infracționale numite "Brothas"  în Mjølnerparken, iar apoi fiind acuzat de două ori  pentru violențe, port ilegal de armă, și posesie de droguri (hașiș). 
În noiembrie 2013 El-Hussein a fost acuzat pentru port ilegal de armă albă. A fost arestat în februarie 2014, și trimis după gratii. Arestul sau a făcut Serviciul de Informații Danez sa se îngrijoreze în septembrie 2014, când au descoperit ca a devenit "extrem de religios".
CNN a raportat o înverșunată apropiere față de liderul SI, Abu Bakr al-Baghdadi într-o postare pe contul sau de Facebook chiar înaintea atentatului din week-end.  

## Reacții internaționale
Atacurile au fost condamnate de unii lideri ai altor țări, printre care se numără prim-ministrul Australiei Tony Abbott, președintele Franței François Hollande, prim-ministrul Olandei Mark Rutte, prim-ministrul Norvegiei Erna Solberg, președintele României Klaus Iohannis, și prim-ministrul Regatului Unit David Cameron.